# Kase-san
Kase-san (jap. あさがおと加瀬さん。 Asagao to Kase-san.) ist eine Manga-Serie von Hiromi Takashima, die von 2010 bis 2014 in Japan erschien. Er wurde in mehrere Sprachen übersetzt, darunter auch ins Deutsche unter dem Titel Ipomoea und in Neuauflage als Kase-san. Zum Manga entstanden auch ein Web-Anime und eine Original Video Animation. Die Geschichte erzählt von der aufblühenden Liebe zwischen zwei recht gegensätzlichen Schülerinnen.

## Inhalt
Die Oberschülerin Yui Yamada (山田 結衣) ist schüchtern und ungeschickt; immer wieder wird sie von ihren Mitschülerinnen geärgert. Doch sie kümmert sich leidenschaftlich um den Blumengarten der Schule, wofür sie großes Talent zeigt. So wird die sportliche Tomoka Kase (加瀬 友香) auf sie aufmerksam. Im Gegensatz zu den anderen unterhält Kase sich gern mit Yamada und hilft ihr gelegentlich. Die bewundert die an der Schule beliebte und erfolgreiche Läuferin und freut sich daher, als sich die beiden auch in den Ferien sehen können. Gerüchte darüber, dass Kase bereits eine Freundin im Sportverein hätte, entmutigen Yamada zunächst. Doch mit der Zeit wächst eine enge Beziehung zwischen den beiden Mädchen und sie offenbaren sich ihre Liebe.

## Veröffentlichung
Der Manga erschien von August 2010 bis Juli 2014 im Magazin Hirari des Verlags Shinshokan. Dieser brachte die Kapitel auch gesammelt in fünf Bänden heraus. Seit April 2017 erscheint im Magazin Wings eine Fortsetzung der Geschichte unter dem Titel Yamada to Kase-san.
Eine deutsche Übersetzung des ersten Bandes erschien als Ipomoea im Dezember 2013 bei Egmont Manga. Weitere Bände folgten zunächst nicht. Im Februar 2021 startete eine Neuauflage der deutschen Fassung unter dem Titel Kase-san beim gleichen Verlag, die im April 2022 mit allen fünf Bänden abgeschlossen wurde. Eine englische Übersetzung erschien bei Seven Seas Entertainment und eine italienische bei J-Pop.

## Anime-Adaptionen
Am 8. Mai 2017 wurde von Pony Canyon bei YouTube eine 7 Minuten lange Verfilmung als Anime veröffentlicht. Bei der Produktion von Studio Zexcs führte Takuya Satō Regie und schrieb das Drehbuch. Die Charaktere entwarf Kyuta Sakai, der auch die Animationsarbeiten leitete, und die künstlerische Leitung lag bei Yuka Hirama.
2018 entstand beim gleichen Studio und ebenfalls mit Satō als Regisseur und Autor ein weiterer Anime-Film zum Manga. Während Sakai wieder für das Charakterdesign zuständig war, lag die künstlerische Leitung nun bei Kazuyuki Hashimoto. Für die Kameraführung war Takeshi Kuchiba verantwortlich und Editor war Masahiro Goto. Der 58 Minuten lange Film wurde am 9. Juni 2018 als Original Video Animation veröffentlicht. Kazé Deutschland brachte eine deutsche Synchronfassung heraus. Außerdem erschien der Anime auf Englisch, Spanisch und Portugiesisch.

### Synchronisation
| Rolle        | japanische Sprecher (Seiyū) | deutsche Sprecher    |
| ------------ | --------------------------- | -------------------- |
| Tomoka Kase  | Ayane Sakura                | Giovanna Winterfeldt |
| Yui Yamada   | Minami Takahashi            | Rieke Werner         |
| Mikawa       | Ibuki Kido                  | Daniela Molina       |
| Lehrer       | Masumi Asano                |                      |
| Inoue-sempai | Minako Kotobuki             |                      |
| Coach        | Yumi Uchiyama               |                      |

### Musik
Die Musik des Web-Kurzfilms wurde eingesungen von Hanako Oku. Der Film verwendete das Lied Asu e no Tobira von Minami Takahashi und Ayane Sakura für den Abspann. Die Musik des Films stammt von Rionos.

## Hörspiel
In Japan erschienen mehrere Hörspiele zum Manga: Mit dem fünften Band erschien als Beilage im Mai 2018 ein erstes Hörspiel auf CD. Ein zweites Hörspiel erschien im Juni 2018 und ein drittes wurde im gleichen Monat als Beigabe zu einigen Tickets zu Vorführungen der OVA herausgegeben.